# 基督受洗 (佩鲁吉诺)
《基督受洗》是意大利文艺复兴画家彼得罗·佩鲁吉诺及其工作室的一幅湿壁画，绘制于约1482 年，位于梵蒂冈宗座宫的西斯汀小堂。